# Черляны
Черляны (укр. Черляни) — село в Городокской городской общине Львовского района Львовской области Украины.
Население по переписи 2001 года составляло 568 человек. Занимает площадь 0,881 км². Почтовый индекс — 81554. Телефонный код — 3231.